# Puertoricomys corozalus
Puertoricomys corozalus — вид гризунів родини Голчастих щурів; зниклий вид. Цей вид був ендеміком острова Пуерто-Рико. Скам'янілі рештки виду знайдені у вапняковій печері Коросаль. Відомий тільки з фрагментарних частин щелепи.